# Đêm cuối cùng của Scheherazade
Đêm cuối cùng của Scheherazade (tiếng Nga: Новые сказки Шахерезады) là phần tiếp theo của bộ phim Những câu chuyện mới của Scheherazade, ra mắt lần đầu năm 1988. Truyện phim phỏng theo tuyển tập Nghìn lẻ một đêm của nhà văn Antoine Galland.